# Marianne Englert
Marianne Englert (* 15. März 1926 in Frankfurt am Main; † 21. Juni 2021 ebenda) war eine deutsche Dokumentarin und begründete das Pressearchiv der Frankfurter Allgemeinen Zeitung, das als das „bedeutendste Archiv einer deutschen Tageszeitung gilt“.

## Leben
Marianne Englert arbeitete 1946 zunächst in der Redaktion der Mainzer Allgemeinen. Ab 1948 war  sie im Gründungsteam der Frankfurter Allgemeinen Zeitung. Sie begann im Pressearchiv, blieb ihm auch beratend eng verbunden.  Englert verstand sich als Dienstleisterin für die einzelnen Redaktionen, begegnete neuen Entwicklungen mit großer geistiger Offenheit, setzte  frühzeitig systematisch Neuerungen im Bereich der Speicherung und Dokumentation ein –  als „Pionierin der heutigen digitalen Vermarktung von Zeitungsinhalten und Rechten“.
Mit großem Einsatz brachte sie sich seit 1962 in die Fachgruppe 7: Medienarchive des Verbandes deutscher Archivarinnen und Archive ein, den sie zwischen 1976 und 1997 leitete. Dort gründete sie zudem die Arbeitsgemeinschaft Datenschutz, die sich der Problematik des Datenschutz- und Persönlichkeitsrechts insbesondere im Hinblick auf die Mediendokumentation in Presse- und Rundfunkarchiven befasste. Ebenfalls auf Englert geht die Projektgruppe Fortbildung zurück, die seit 1981 gezielte Fortbildungsangebote für Mitarbeitende in Medienarchiven anbietet. Seit 1997 nimmt diese Aufgabe der Verein Fortbildung Medienarchivare / -dokumentare (2008 Umbenennung in: 'Verein für Medieninformation und Mediendokumentation) wahr, dem Englert als Gründungsvorsitzende vorstand. 1986 gründete sie die internationale Fachzeitschrift info 7, die als „das bekannteste und langlebigste Fachorgan für den Bereich Mediendokumentation und Medienarchive“ gilt.
1984 wurde Englert in Anerkennung ihrer Leistungen das Bundesverdienstkreuz verliehen. Nach ihr benannt wurde der seit 2012 von dem Verein für Medieninformation und Mediendokumentation vergebene Marianne-Englert-Preis zur Förderung des Nachwuchses in Medienarchiven.

## Werke
- (als Herausgeberin) Vernetzungen. Archivdienstleistungen in Presse, Rundfunk und Online-Medien (= Beiträge zur Mediendokumentation 5). Münster 2001, ISBN 3-8258-5521-X.
- (als Herausgeberin) Medien-Informationsmanagement: archivarische, dokumentarische, betriebswirtschaftliche, rechtliche und Berufsbild-Aspekte (= Beiträge zur Mediendokumentation 6). Münster 2003, ISBN 3-8258-6655-6.